# Nuragus di Cagliari
Nuragus di Cagliari is een Italiaanse witte wijn met het kwaliteitslabel Denominazione di origine controllata (DOC) van het eiland Sardinië. De belangrijkste druivensoort die voor deze wijn wordt gebruikt, de Nuragus, is vernoemd naar de plaats Nuragus.

## Geschiedenis

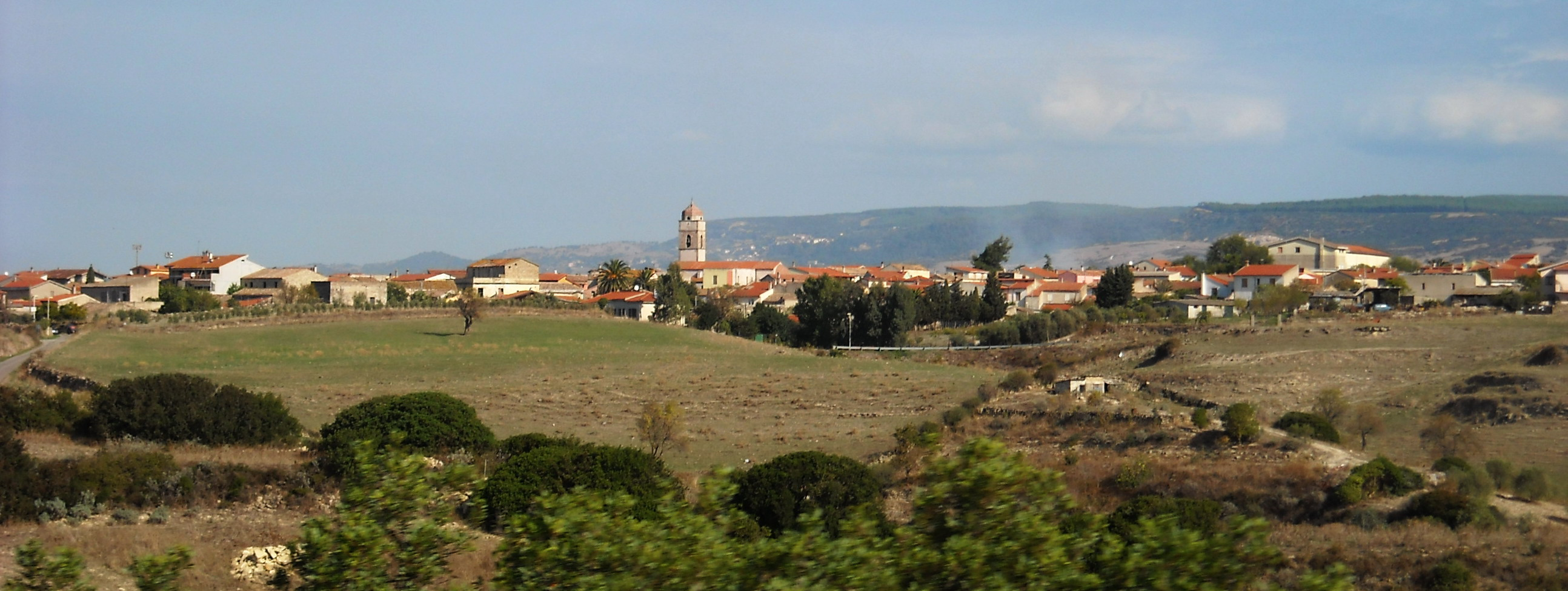
Het dorp Nuragus in Zuid-Sardinië

De Nuragusdruif zou naar het eiland Sardinië zijn gebracht door de Feniciërs. Hoewel de druiven eeuwenlang op grote schaal op Sardinië worden geteeld, begon het oppervlak aan het eind van de twintigste eeuw sterk af te nemen. In 1990 was er nog 8.700 hectare over die met deze druivensoort is aangeplant. Deze wijnbouw bevindt zich voornamelijk in het zuidelijke deel van het eiland tussen de hoofdstad Cagliari en de gemeente Oristano in de Campidanovlakte.

## Eigenschappen
Wijn die geproduceerd wordt met Nuragus druiven die in het zuiden van Sardinië zijn geteeld, krijgt de benaming Nuragus di Cagliari DOC op het etiket indien deze geproduceerd wordt met minimaal 85% Nuragus en maximaal 15% andere inheemse druivensoorten. De wijn moet een alcoholgehalte hebben van minimaal 10,5% vol.
Deze Nuragus is een vrij neutrale, droog tot licht zoete, licht goudgele wijn, met een lichte body en soms een lichte groene glans. De betere Nuragus wijnen lijken op Vermentino of doen denken aan de Portugese Vinho Verde.
Naast de gewone witte Nuragus is er een licht mousserende variant, een frizzante, die ook het kwaliteitslabel DOC mag dragen.
Van gedroogde Nuragus druiven wordt ook een dessertwijn, de Muscadeddu de Nuragus', gemaakt.
| Provincie | Seizoen | volume in hectoliter |
| --------- | ------- | -------------------- |
| Cagliari  | 1990/91 | 14500,1              |
| Cagliari  | 1991/92 | 20544,2              |
| Cagliari  | 1992/93 | 25055,79             |
| Cagliari  | 1993/94 | 32136,35             |
| Cagliari  | 1994/95 | 15950,3              |
| Cagliari  | 1995/96 | 14787,3              |
| Cagliari  | 1996/97 | 13722,28             |
| Oristano  | 1990/91 | 122,38               |
| Oristano  | 1991/92 | 145,88               |
| Oristano  | 1992/93 | 297,5                |
| Oristano  | 1993/94 | 496,86               |
| Oristano  | 1994/95 | 303,03               |
| Oristano  | 1995/96 | 609,49               |
| Oristano  | 1996/97 | 531,72               |